# Mogens Heinesen Fjord
Mogens Heinesen Fjord är en fjord i Grönland (Kungariket Danmark).   Den ligger i kommunen Kujalleq, i den södra delen av Grönland, 500 km öster om huvudstaden Nuuk.